# Ентеријер локала „Папилон” у Суботици
Ентеријер локала „Папилон“ у Суботици, који се налази у улици Димитрија Туцовића број 11, због специфичног стила пост сецесије, са примесама у третману белгијске школе арт-нове, југенд стила и мађарске варијанте сецесије, има статус споменика културе.

## Опис
Основне стилске карактеристике објеката су еклектика са елементима неоренесансе и необарока. Сви примењени мотиви у ентеријеру проистекли су из комбинације ових варијанти истог стила са почетка двадесетог века, усаглашени су обликовно, конструктивно и мајсторски изведени до савршенства. Као такав, овај ентеријер, у основној пројектатској идеји проистеклој од лика лептира, представљају врхунски домет стваралаштва као реакција на постојећи тренд пост модерне, чине заправо тако пост сецесију, што је изузетак у стваралаштву, не само у градским оквирима већ и европским. Из наведених разлога предметни ентеријер је неодељив од објекта, те се исти мора очувати као изузетна уметничко-архитектонска творевина.